# Deutsche Schwimmmeisterschaften 2004
Die 116. Deutschen Meisterschaften im Schwimmen fanden vom 4. bis 8. Juni 2004 in der Schwimm- und Sprunghalle im Europasportpark Berlin statt und wurden vom Deutschen Schwimm-Verband organisiert. Seit 2004 sind die deutschen Meisterschaften jeweils in Berlin zur Austragung gekommen, um für die Veranstaltung entsprechende Rahmenbedingungen zu garantieren.
| Disziplin           | Männer             | Männer            | Männer   | Frauen                | Frauen                | Frauen   |
| Disziplin           | Name               | Verein            | Zeit     | Name                  | Verein                | Zeit     |
| ------------------- | ------------------ | ----------------- | -------- | --------------------- | --------------------- | -------- |
| 50 m Freistil       | Carsten Dehmlow    | SGS Hamburg       | 00:22,58 | Sandra Völker         | SC DHfK Leipzig       | 00:25,32 |
| 100 m Freistil      | Jens Schreiber     | Wfr. 98 Hannover  | 00:49,54 | Franziska van Almsick | SG Neukölln           | 00:54,96 |
| 200 m Freistil      | Jens Schreiber     | Wfr. 98 Hannover  | 01:48,57 | Franziska van Almsick | SG Neukölln           | 01:58,04 |
| 400 m Freistil      | Heiko Hell         | SGS Hamburg       | 03:51,48 | Hannah Stockbauer     | SSG 81 Erlangen       | 04:09,71 |
| 800 m Freistil      | Thomas Lurz        | SV Würzburg 05    | 07:59,46 | Hannah Stockbauer     | SSG 81 Erlangen       | 08:30,65 |
| 1500 m Freistil     | Christian Hein     | SV Würzburg 05    | 15:08,99 | Jana Henke            | OSC Potsdam           | 16:32,27 |
| 50 m Brust          | Mark Warnecke      | SV Cannstatt      | 00:27,91 | Simone Weiler         | SV Nikar Heidelberg   | 00:31,82 |
| 100 m Brust         | Jens Kruppa        | SC Riesa          | 01:01,70 | Sarah Poewe           | SG Bayer W/U/D        | 01:08,35 |
| 200 m Brust         | Jens Kruppa        | SC Riesa          | 02:14,60 | Birte Steven          | SGS Hannover          | 02:27,02 |
| 50 m Schmetterling  | Thomas Rupprath    | SG Bayer W/U/D    | 00:23,76 | Franziska Skrubel     | SSC Reinickendorf     | 00:27,77 |
| 100 m Schmetterling | Thomas Rupprath    | SG Bayer W/U/D    | 00:52,78 | Franziska van Almsick | SG Neukölln           | 00:59,44 |
| 200 m Schmetterling | Helge Meeuw        | SC Wiesbaden 1911 | 01:56,99 | Annika Mehlhorn       | SG ACT/Baunatal       | 02:12,09 |
| 50 m Rücken         | Stev Theloke       | SC Chemnitz 1892  | 00:25,43 | Janine Pietsch        | SC Delphin Ingolstadt | 00:28,59 |
| 100 m Rücken        | Marco di Carli     | TV Meppen         | 00:54,76 | Janine Pietsch        | SC Delphin Ingolstadt | 01:01,38 |
| 200 m Rücken        | Sebastian Halgasch | SC Riesa          | 02:00,24 | Antje Buschschulte    | SC Magdeburg          | 02:12,16 |
| 200 m Lagen         | Christian Keller   | SG Essen          | 02:01,82 | Teresa Rohmann        | SSG 81 Erlangen       | 02:12,05 |
| 400 m Lagen         | Jochen Hanz        | SG Neukölln       | 04:22,48 | Nicole Hetzer         | SV Wacker Burghausen  | 04:42,74 |